# 旧田村呉服店
旧田村呉服店（きゅうたむらごふくてん）は、茨城県つくば市北条にある歴史的建造物。大正末期の店蔵であり、2000年までは呉服店として営業していた。
現在は、北条街づくり振興会が運営する観光案内・無料休憩所である。
2015年に「旧田村呉服店ミセ蔵兼主屋」、「旧田村呉服店蔵」、「旧田村呉服店穀蔵及び浴室」、「旧田村呉服店炊事場」の4件が国の登録有形文化財に登録された。

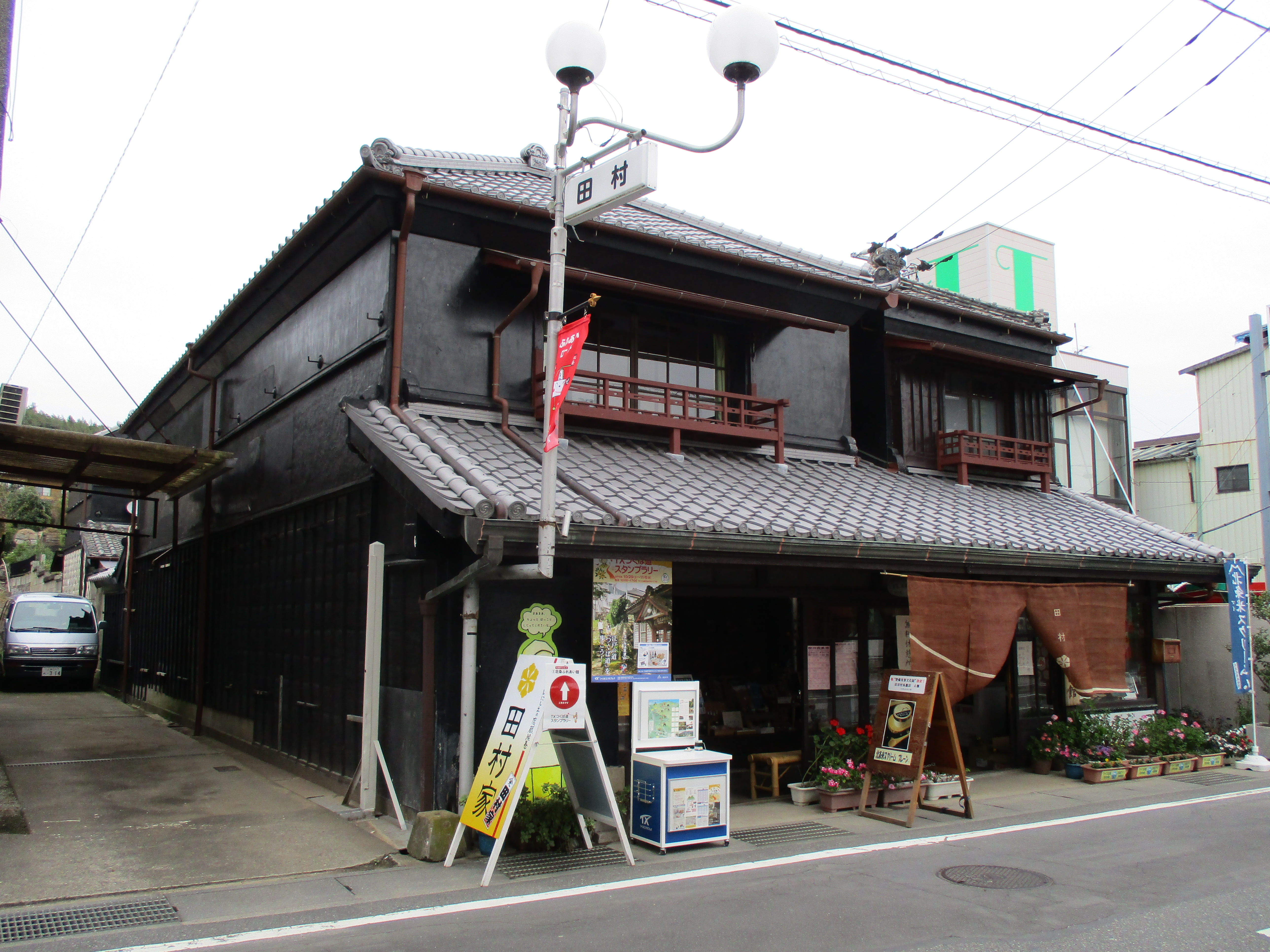
旧田村呉服店全景
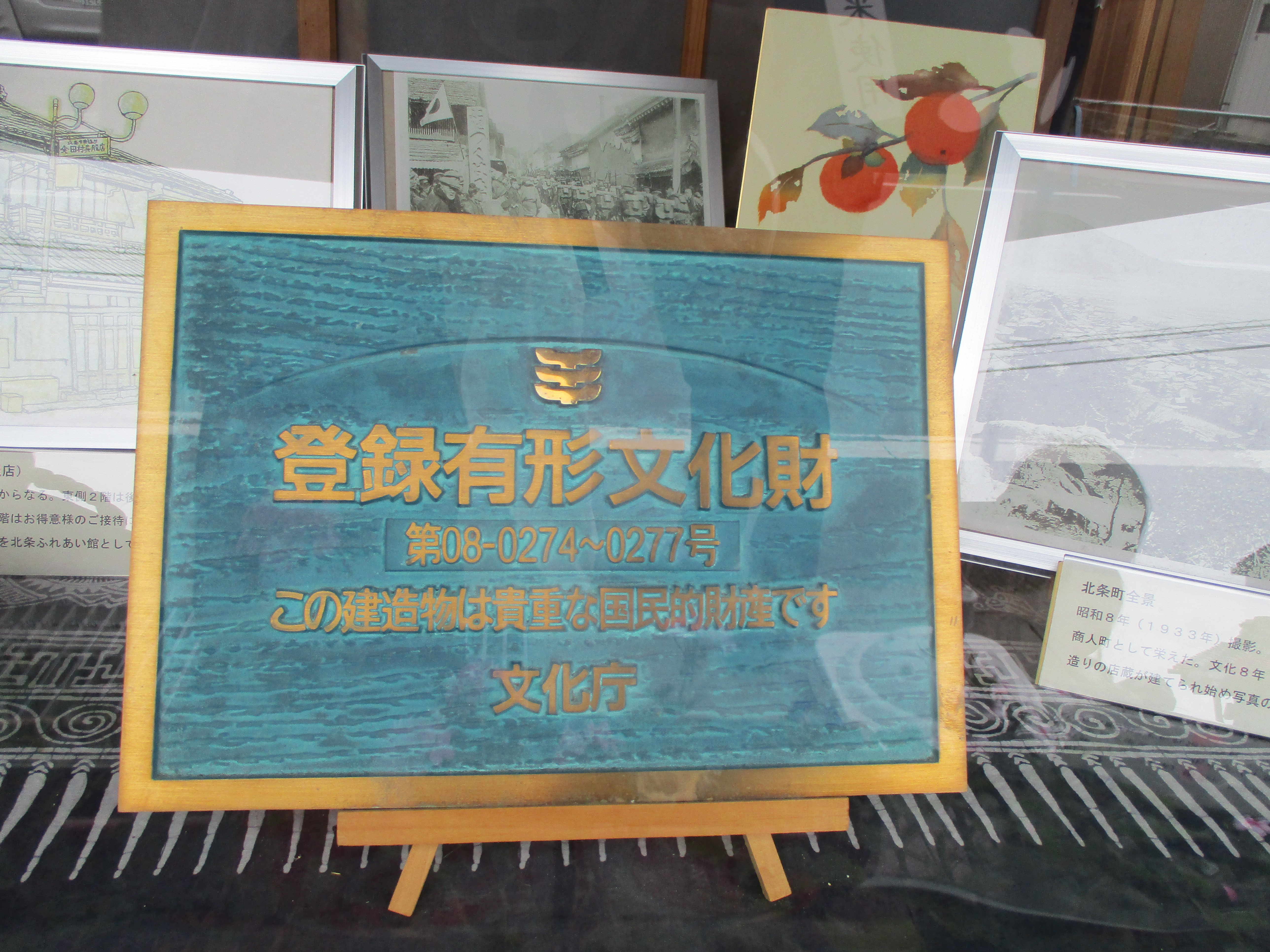
国登録文化財プレート